# Patinoire Bocquaine
La patinoire Bocquaine est le nom de la patinoire municipale de Reims en Champagne-Ardenne. Elle est inaugurée en 1968 et détruite en 2014.

## Description
La patinoire Bocquaine est située sur la chaussée Bocquaine qui lui a donné son nom. Elle est située sur la rive gauche de la Vesle à côté du stade Auguste-Delaune et dans un bâtiment commun à la Piscine Nautilud. 
Elle a été inaugurée en 1968 et offre une piste de glace de 60 mètres de long sur 30 mètres de large. Sa capacité d’accueil est de 1000 places assises.
En 2013, la patinoire est fermée pour cause de problèmes sur la charpente. En juin 2014, le conseil municipal de Reims vote sa destruction qui commence le 1er septembre de cette même année. Un parking remplacera la patinoire après sa destruction.
La ville de Reims dispose également depuis 1992 de la patinoire Barot située avenue François Mauriac près de l'hippodrome de la Champagne. Cette seconde patinoire a les mêmes dimensions que la patinoire Bocquaine mais ne dispose d'aucun gradin.

## Clubs résidents
La patinoire accueille deux clubs de la ville :
- Reims Champagne Hockey (RCH) pour le Hockey sur glace. Il succède en 2002 au Hockey Club de Reims qui existait depuis 1969. Le nom de l'équipe a également changé. Les Phénix de Reims ont succédé aux Flammes Bleues de Reims en 2002.

- Club de Patinage Artistique de Reims (CPAR) pour le patinage artistique. Laurent Depouilly a entraîné au CPAR de 1986 à 1992.

## Compétitions
La patinoire a accueilli plusieurs compétitions :
- les championnats de France de danse sur glace 1972 ;
- les Championnats de France de patinage artistique 1975 ;
- les Championnats de France de patinage artistique 1980 ;
- les championnats de France de patinage artistique 1991 ;
- les championnats de France de patinage de vitesse sur piste courte 2003 (mars 2003)[4];
- les championnats de France de patinage de vitesse sur piste courte 2006 (mars 2006) ;
- les championnats de France de patinage de vitesse sur piste courte 2009 (février 2009) ;
- les Championnats de France de patinage artistique minimes de 2013.

## Concerts
S'y sont produits:
- Genesis les 15 et 16 mai 1975
- Leonard Cohen le 9 juin 1976
- Bernard Lavilliers en juin 1977 (avec Leo Ferre et Magma)
- Van Halen le 6 juin 1980
- Barclay James Harvest le 26 mai 1984 et le 29 mai 1987
- Jean-Jacques Goldman le 2 mai 1986
- Hubert-Felix Thiefaine le 27 mai 1986
- Sinclair le 6 novembre 1998

Ange s'y sont egalement produits.

## Galerie

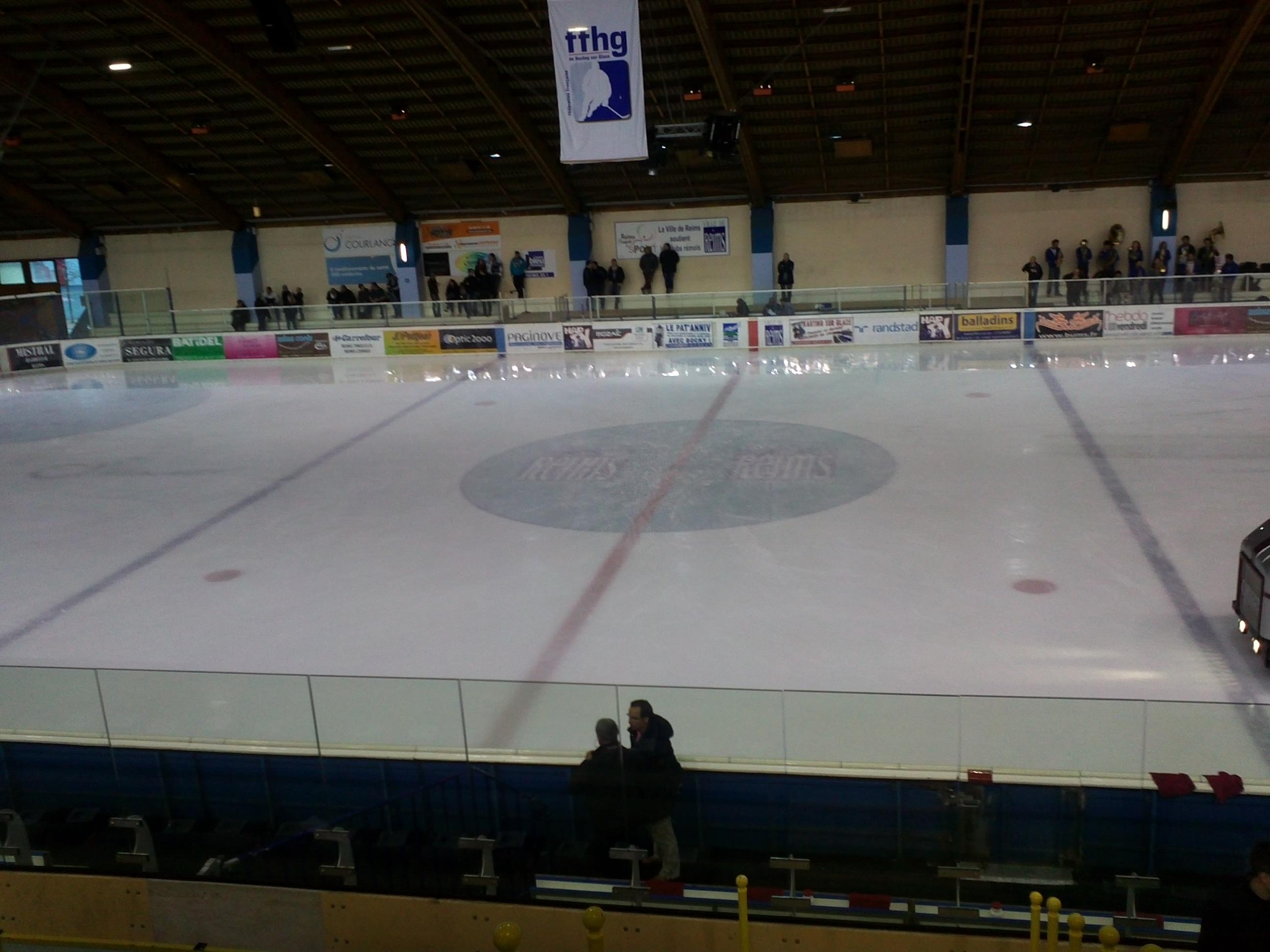
Tribune debout
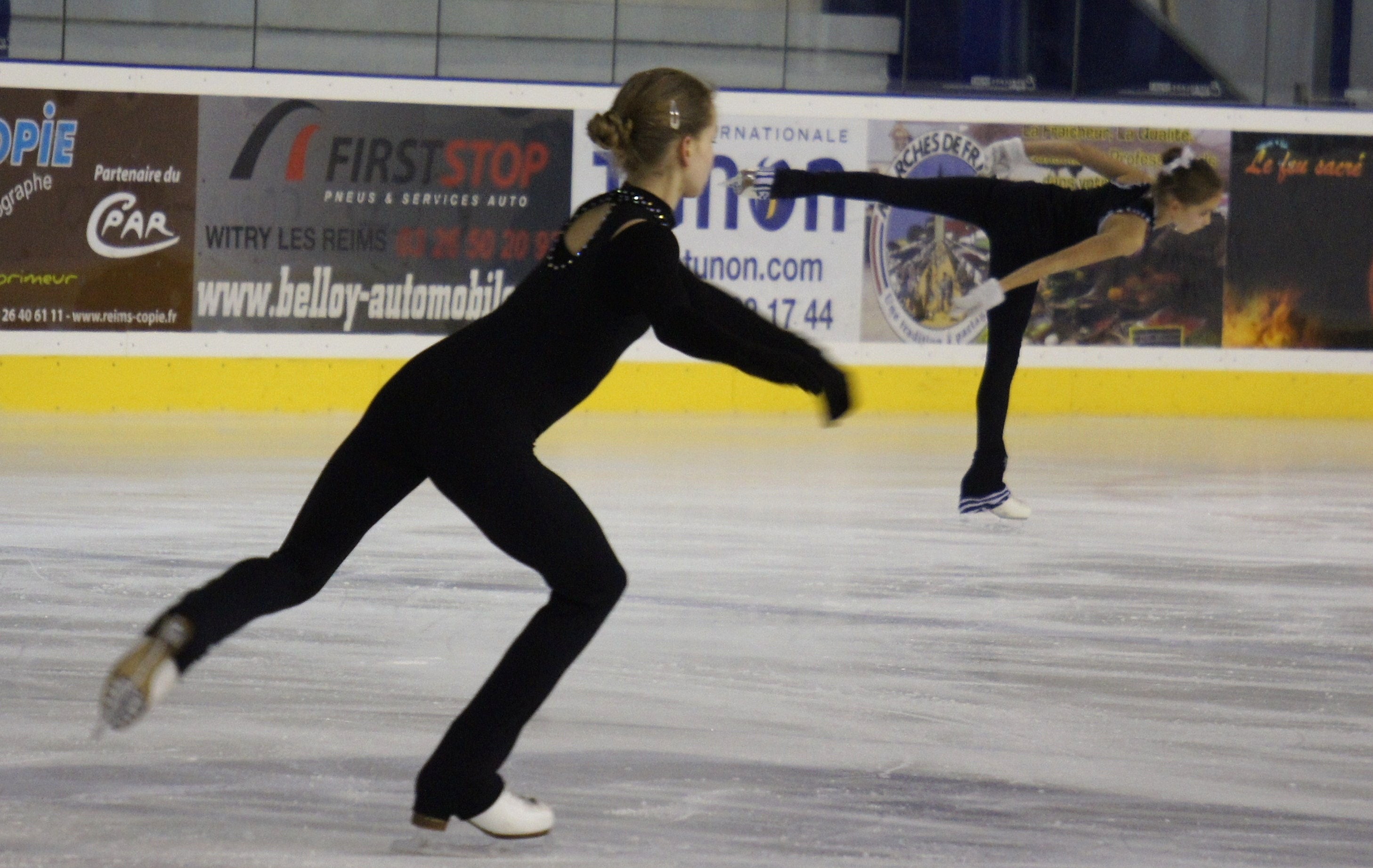
Patineuses lors du championnat de France minime 2013 à Reims.
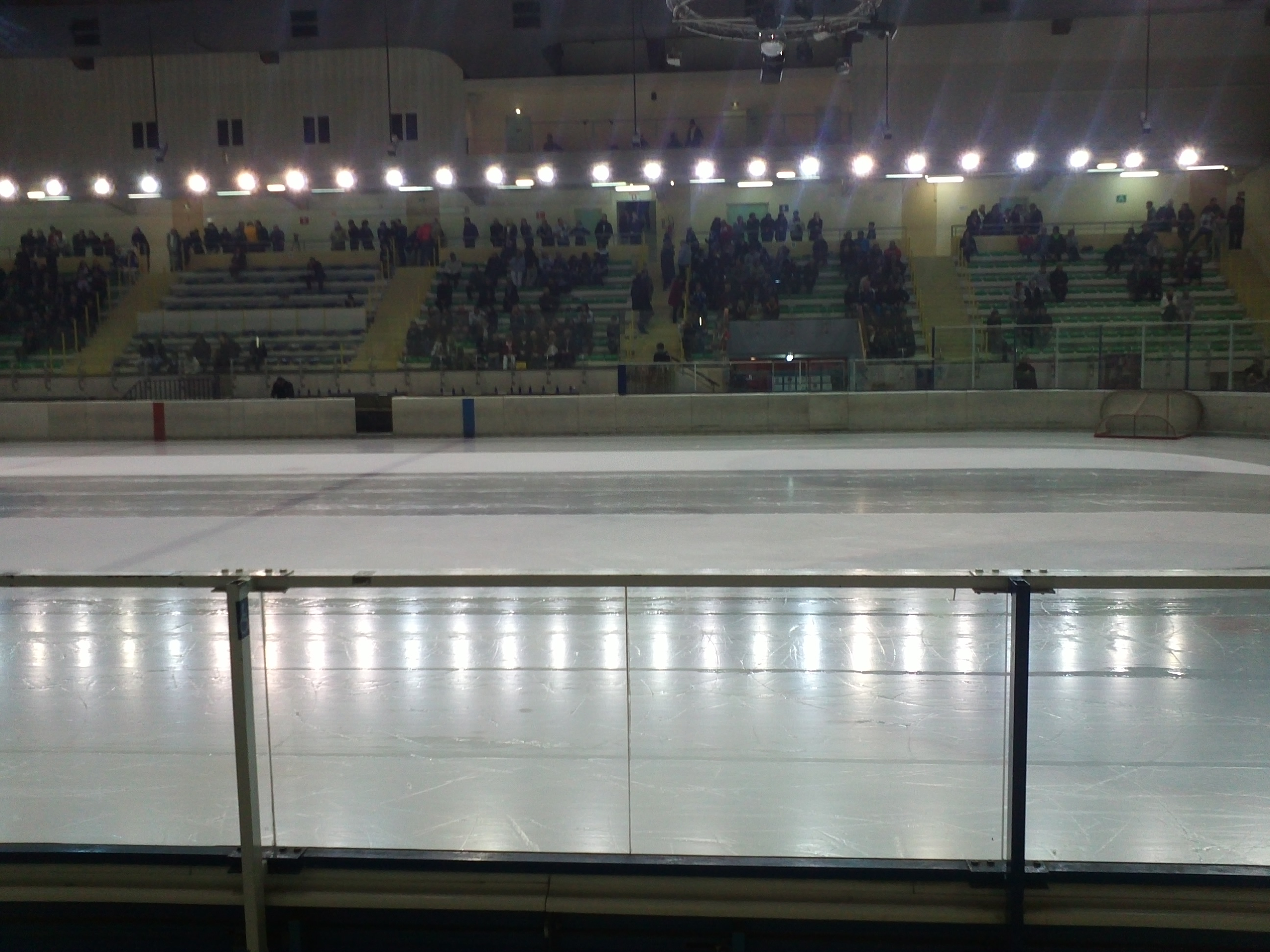
Tribune assise
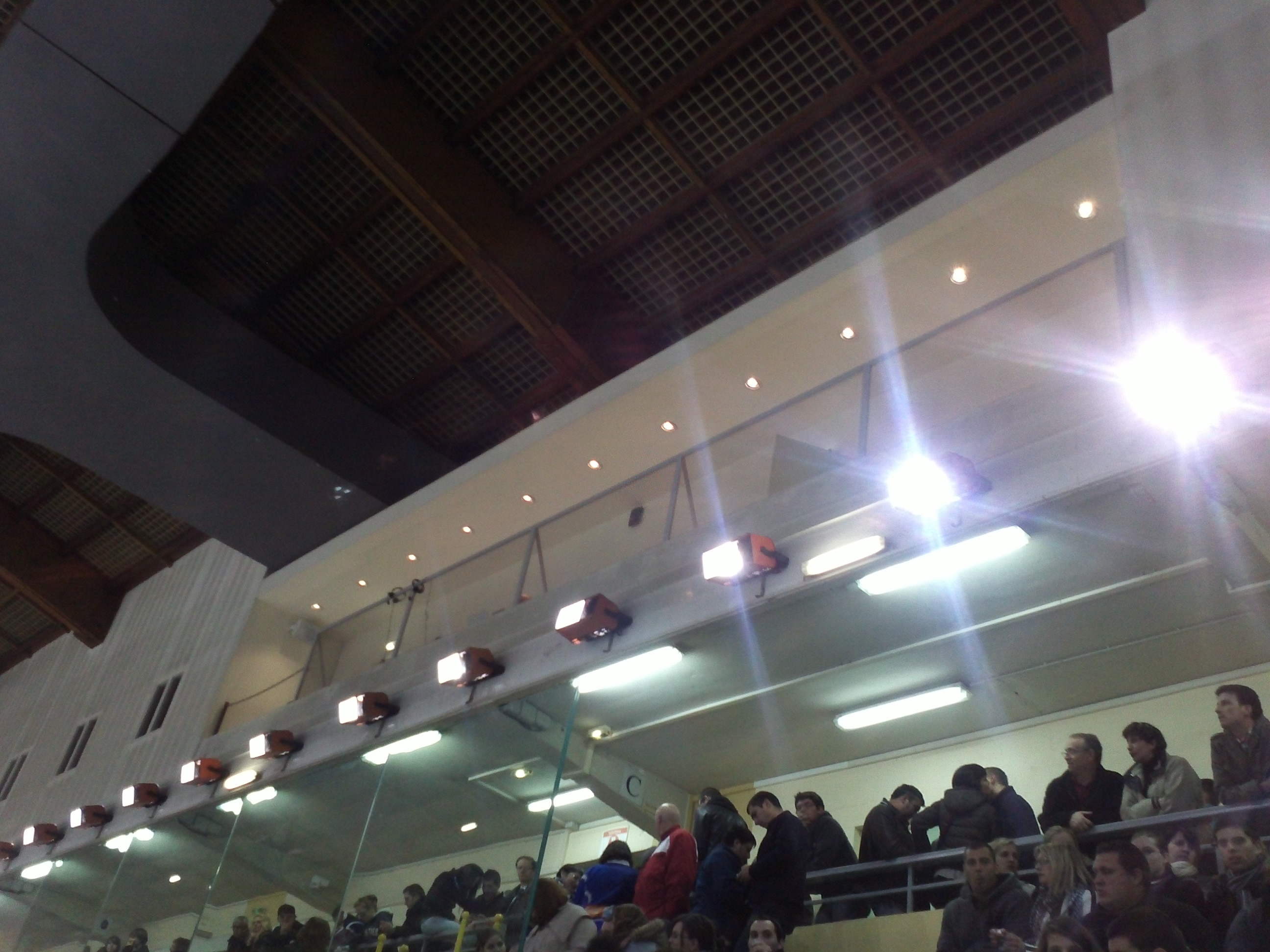
Tribune de presse
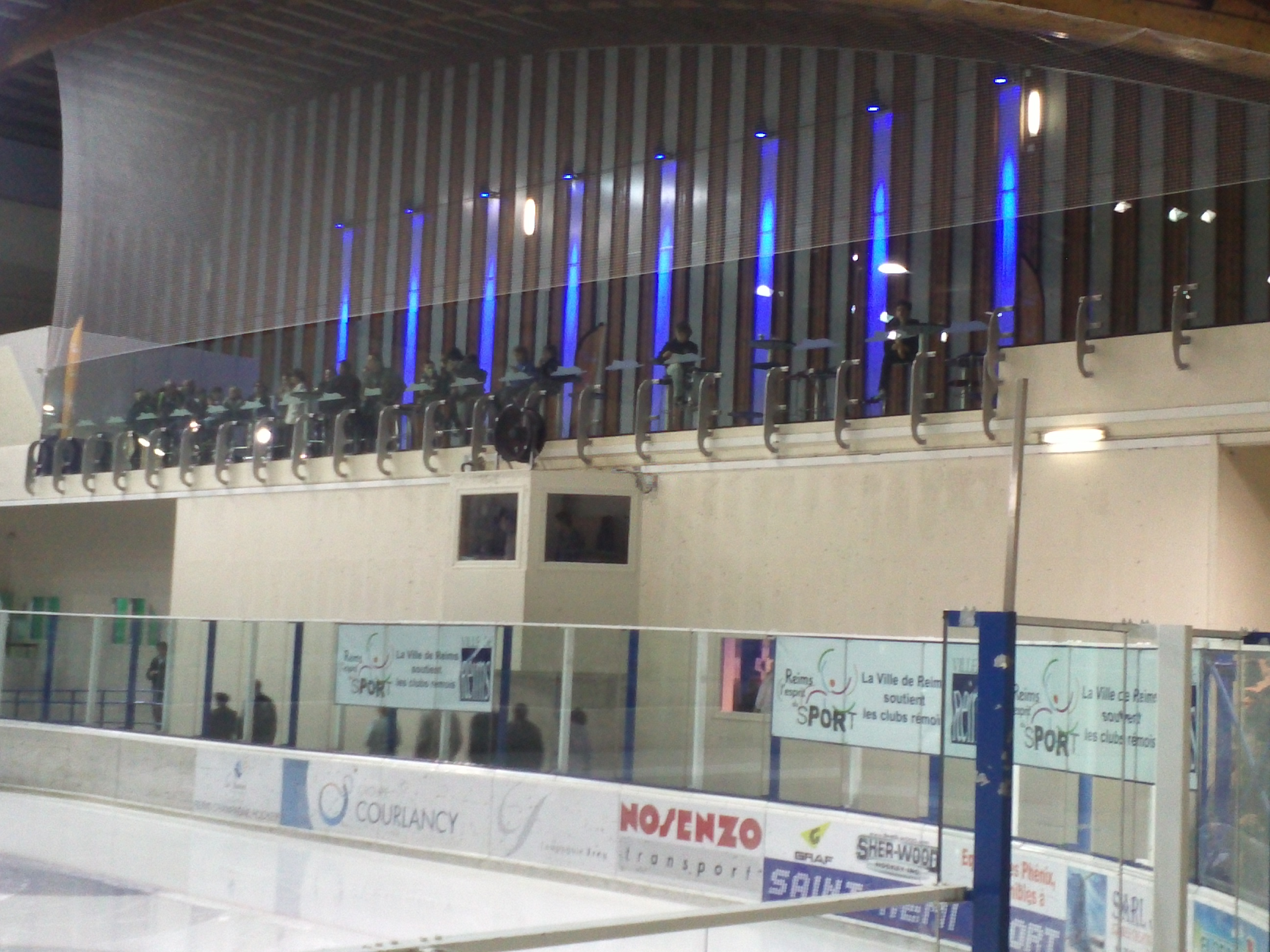